# 科德龙贾诺斯
科德龙贾诺斯（義大利語：Codrongianos），是意大利萨萨里省的一个市镇。总面积30.38平方公里，人口1380人，人口密度45.4人/平方公里（2009年）。ISTAT代码为090026。